# 金殿安
金殿安，中國清朝武官，山東聊城人。
乾隆四十五年（1780年）庚子恩科一甲第三名武進士（探花）。嘉慶十年（1805年）擔任台灣北路協副將。而隸屬台灣鎮之下的此官職是台灣清治時期中的這階段，台南以北之台灣中南部及北部的駐地最高武官將領。